# Leonardo Antonio Olivieri
Leonardo Antonio Olivieri ou Oliviero (né à Martina Franca le 23 février 1689 et mort à Naples le 7 juin 1752) est un  peintre italien de la fin du Baroque.

## Biographie

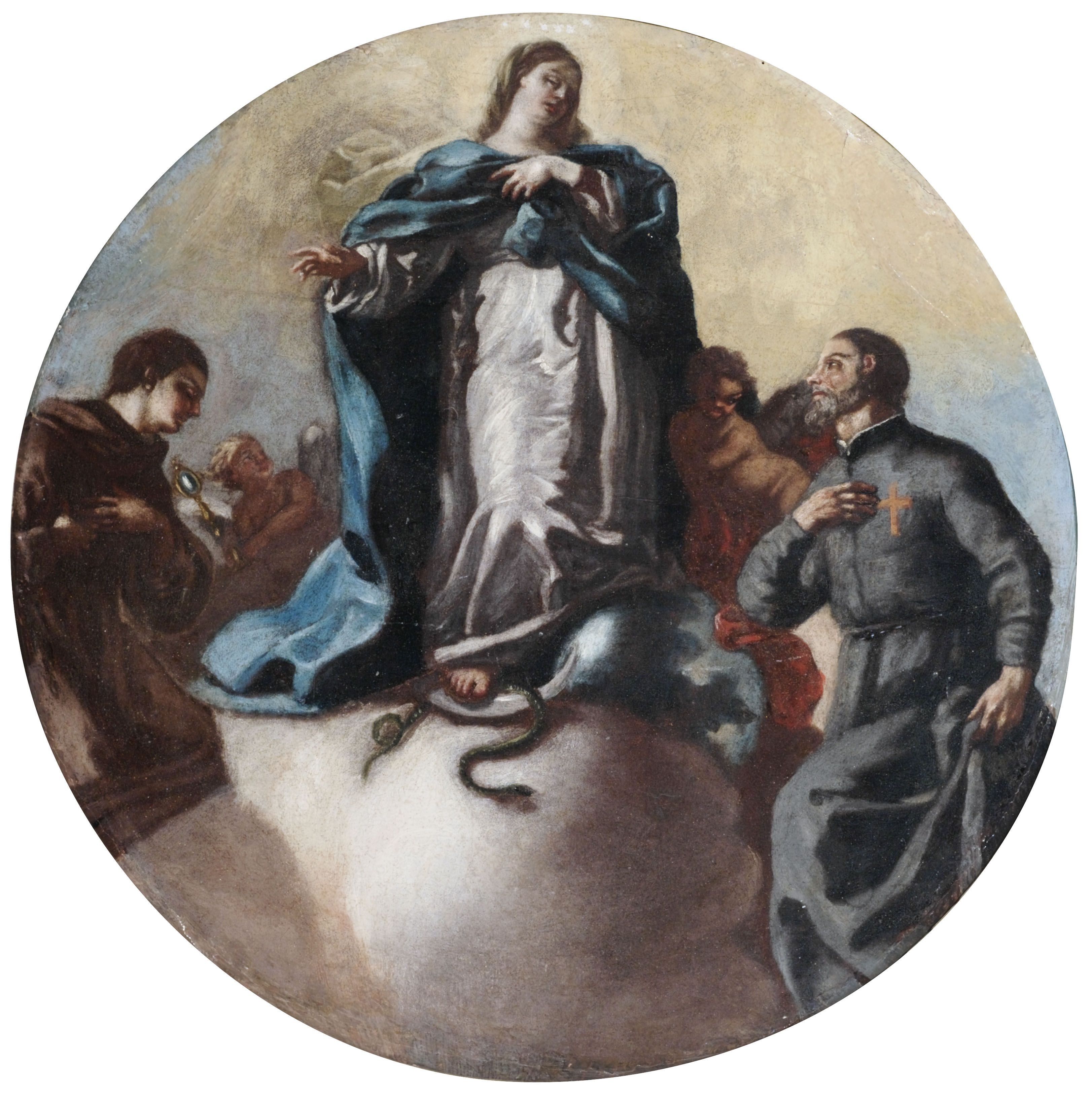
Immaculée Conception avec les Saints Antoine et Camillo de Lellis, attribué à Olivieri.

Leonardo Antonio Olivieri s'est d'abord formé dans sa ville natale de Martina Franca en Campanie auprès de son oncle. Il a ensuite déménagé à Naples pour étudier avec Francesco Solimena. En 1715, il est actif à Naples, en travaillant aux côtés de Gregorio Magli.

## Œuvres
- San Pietro Martire in Gloria, collections de la Pinacothèque métropolitaine de Bari[3]. Il peint un
- Baptême du Christ, Cathédrale de Nardò.
- Vision de Saint François d'Assise, Museo Diocesano de Tarente[4].
- Madonna dei Pellegrini (1725), Église Santa Maria Mater Domini.
- Madonna con Bambino e San Giovannino, Pinacothèque provinciale de Salerne[5].